# Isaac Vorsah
Isaac Vorsah (ur. 21 czerwca 1988 w Akrze) – ghański piłkarz występujący na pozycji defensywnego pomocnika. Ma 196 cm wzrostu.